# Чуман (приток Кулунды)
Чума́н — река в Алтайском крае России, правый приток Кулунды, протекает по территории Панкрушихинского (исток) и Баевского районов (основное течение) по лесостепной местности. Длина водотока 88 км. Площадь водосборного бассейна 1220 км².
На реке населённые пункты:  Нижнечуманка, Верх-Чуманка, Чуманка. Река впадает в Кулунду в 106 км от её устья, примерно в 3,5 км на юго-запад от Нижнечуманки. У реки 2 значительных притока: правый Пайва, впадающий в 10 км от устья и левый Ганиха — в 53 км.

## Данные водного реестра
По данным государственного водного реестра России относится к Верхнеобскому бассейновому округу, речной бассейн реки — бессточная область междуречья Оби и Иртыша, водохозяйственный участок — бассейн озера Кулундинского.